# Daniel Andrés Chávez
Daniel Andrés Chávez (La Paz, 13 januari 1990) is een Boliviaanse voetballer die sinds 2012 als linkermiddenvelder bij The Strongest speelt.

## Interlandcarrière
Onder leiding van bondscoach Xabier Azkargorta maakte Chávez zijn debuut voor het Boliviaans voetbalelftal in 2013.

## Erelijst
The Strongest
- Liga de Boliviano

2012 [A], 2013 [A]